# Alberto Carrizo Olivares
Alberto Carrizo Olivares (Iquique, 17 de febrero de 1935-29 de septiembre de 2021) fue un escritor chileno, presidente de la filial Iquique de la Sociedad de Escritores de Chile (SECH) desde 1998 hasta 2013.

## Biografía
Se tituló de profesor de educación general básica, con especialización en castellano, y también tomó cursos de arte, lingüística, historia y literatura, entre otros, en diferentes universidades.
Fue funcionario académico de extensión cultural de la sede Antofagasta de la Universidad de Chile y profesor de cursos de extensión y de escuela de temporada. Además, fue integrante del equipo académico de investigación para la Guia de la producción intelectual nortina, dirigida por el académico de la lengua Mario Bahamonde.
Entre 1962 y 1996, se desempeñó como alcalde de la ciudad de Tocopilla. Durante su mandato, en 1963 creó, junto con el músico Jorge Mella, el himno de esa ciudad. Entre 1971 y 1973 fue asesor cultural de la intendencia de Antofagasta.
Como artista figura en Cartografía cultural de Chile como escritor, teórico, investigador literario-lingüístico y crítico de arte.
Ya jubilado, se dedicó por completo a la literatura. Fue prologador de obras de autores nacionales y extranjeros, y algunas de sus obras han sido estrenadas como suites líricas.
Su obra Requiem fue destinada en 1982 al monolito erigido en homenaje al 21 de mayo de 1879, fecha del combate naval de Iquique. A petición de la Armada de Chile, desde 1995 se ha leído un minuto antes de las 12:10 del meridiano de cada 21 de mayo en la ceremonia conmemorativa de Arturo Prat y su tripulación.
Ha figurado en varios diccionarios de literatura chilena, antologías de poesía latinoamericana y en el Inventario relacional de habla hispana de la Universidad Autónoma de Madrid (1950-2000). Algunos de sus poemas han sido traducidos al francés y al sueco, otros citados en Argentina, Bolivia, Perú y Puerto Rico, y en más de una veintena de publicaciones nacionales y extranjeras.
Fue frecuente invitado a congresos y encuentros nacionales y extranjeros de escritores. Su última conferencia, en representación de SECH Chile, fue en 2004 en la ceremonia inaugural de Sucre (Bolivia) como capital Americana de la cultura. Presentó múltiples ponencias, pre-tesinas y pre-ensayos, entre otros; y más de 15 recitales en Chile y en el extranjero.

## Obras publicadas
- 1965 - Talleres de sal
- 1968 - Coral de las caletas, premio Universidad de Chile – Antofagasta
- 1970 - El horizonte y su estallido, premio SECH en 1972
- 1970 - Crónicas acerca del descubrimiento del tiempo y su maquinaria infinita (Gotemburgo - Suecia)
- 1995 - Manifiestos del tercer milenio (Macrotexto – Premio Universidad Arturo Prat de Iquique)
- 1999 - Palimsestos para el siglo XXI
- 2001 - Invención del hombre, premio Gobierno Regional de Tarapacá
- 2004 - Canto al ancestro (Consejo Comunal de Cultura de Tocopilla)
- 2005 - Perfiles identitarios, crónicas nortinas, premio Gobierno Regional de Tarapacá-Iquique
- 2007 - Los andenes de la memoria. Poemas en homenaje al centenario de los mártires de la escuela Santa María de Iquique, premio Gobierno Regional de Tarapacá
- 2008 - Amante Adan zarpando a cuestas de un caracol naciente
- 2011 - Peregrino latido entre siglos - “Presencia y raíces emocionales de Chile Bicentenario ante el mundo”

Seis suites líricas estrenadas y publicadas en el Teatro Municipal de Iquique:
- 1993 De cinco siglos el alba
- 1993 Tres tiempos para el progenitor de la esperanza
- 1994 Cantabile anticipando la Natividad
- 1994 Retablo naciendo la eternidad
- 1994 Invención de la esfera en cuatro estaciones
- 1995 Cantigas en tiempo evo

## Premios y distinciones
Entre sus múltiples premios y distinciones se destacan:
- “Premio Sociedad de Escritores de Chile”
- “Jerónimo Lagos Lisboa” a la mejor obra chilena en lírica publicada (1972);
- “Premio Emblema de Honor” de la Provincia de Neuquén Rep.Argentina (2003)
- Diploma de Honor UNCTAD III de Naciones Unidas por labor cultural año1972, “Hijo Ilustre de la Ciudad y Provincia de Tocopilla (1993)
- “Medalla de Honor Presidencial Pablo Neruda”, otorgado por el Pdte. de la República Don Ricardo Lagos, en los actos del centenario del nacimiento de Neruda el año 2004, el mismo año fue incluido en la Antología “Cien años, cien poetas” del Consejo Comunal de Parral en homenaje a Neruda
- Varios premios Gobierno Regional de Tarapacá (2001 en adelante)
- Premio “Fondart” (2005). Su obra ha sido estudiada por académicos y doctores en literatura.
- Nominado al Premio Nacional de Literatura el año 2004 por la Universidad de Tarapacá , con adhesión de Universidad Arturo Prat de Iquique y Universidad de Los Lagos, Sede Iquique, junto a SECH Arica (que inició gestión), SECH Iquique y Municipalidades de Pozo Almonte y Tocopilla.
- El año 2007 es declarado "Ciudadano distinguido" por la Ilustre Municipalidad de Iquique, en sesión-acto oficial en el mes de diciembre.